# Patrick Mabedi
Patrick Mabedi (Blantire, Malaui, 5 de noviembre de 1973) es un exjugador y entrenador de fútbol malauí. Actualmente está sin club.

## Carrera como jugador
Luego de debutar en el Big Bullets de su país, se marchó al Kaizer Chiefs de Sudáfrica. Durante la gestión de Ted Dumitru, Mabedi y Fabian McCarthy formaron una sólida última línea de defensa que llevó al club a su primer título en 12 años de manera impresionante, con seis puntos del segundo lugar, el Ajax Cape Town, con solo tres derrotas en toda la temporada.Finalmente, culminó su carrera profesional en el Moroka Swallows.

## Carrera como entrenador
Mabedi comenzó su carrera como entrenador en el departamento juvenil del Moroka Swallows desde 2011 hasta 2015 y luego fue nombrado asistente técnico de Craig Rosslee en la temporada 2014-15.La temporada siguiente dejó Swallows y se unió al Mpumalanga Black Aces, y pasó la temporada como entrenador asistente de Muhsin Ertuğral cuando terminaron cuartos en la Absa Premiership, 24 puntos detrás del campeón Mamelodi Sundowns.En 2016, tuvo un breve período como entrenador asistente de la selección de Malaui antes de asumir el cargo de entrenador del All Stars F.C., guiándolos a un noveno puesto en la temporada 2016-17 de la Primera División de Sudáfrica.
En junio de 2017, Mabedi fue nombrado asistente técnico del Kaizer Chiefs.El 23 de abril de 2018 fue nombrado entrenador interino para el resto de la temporada.A principios de diciembre, fue relevado de sus funciones como entrenador asistente del equipo después de que el club también rescindiera el contrato del entrenador. En el verano de 2019, fue nombrado asistente en el Black Leopards bajo la dirección de Lionel Soccoia.El dúo fue despedido el 17 de septiembre de 2019.
El 7 de marzo de 2020, fue confirmado como entrenador de la selección sub-20 de Malaui.En abril de 2023, dejó su cargo para asumir interinamente la selección absoluta. Unos meses más tarde, fue ratificado en el cargo y firmó un contrato de dos años.El 29 de octubre de 2024, fue relevado de sus funciones después de una serie de malos resultados.

## Clubes

### Como jugador
| Club            | País      | Año       |
| --------------- | --------- | --------- |
| Big Bullets     | Malaui    | 1997-1998 |
| Kaizer Chiefs   | Sudáfrica | 1998-2006 |
| Moroka Swallows | Sudáfrica | 2006-2008 |

### Como entrenador
| Club                       | País      | Año       |
| -------------------------- | --------- | --------- |
| All Stars F.C.             | Sudáfrica | 2016-2017 |
| Kaizer Chiefs              | Sudáfrica | 2018      |
| Selección sub-20 de Malaui | Malaui    | 2020-2023 |
| Selección de Malaui        | Malaui    | 2023-2024 |

## Palmarés

### Como jugador

#### Campeonatos nacionales
| Título                       | Club          | País      | Año     |
| ---------------------------- | ------------- | --------- | ------- |
| Copa de la Liga de Sudáfrica | Kaizer Chiefs | Sudáfrica | 1997    |
| Copa de la Liga de Sudáfrica | Kaizer Chiefs | Sudáfrica | 1998    |
| Copa de Sudáfrica            | Kaizer Chiefs | Sudáfrica | 2000    |
| MTN 8                        | Kaizer Chiefs | Sudáfrica | 2001    |
| Copa de la Liga de Sudáfrica | Kaizer Chiefs | Sudáfrica | 2001    |
| Copa de la Liga de Sudáfrica | Kaizer Chiefs | Sudáfrica | 2003    |
| Copa de la Liga de Sudáfrica | Kaizer Chiefs | Sudáfrica | 2004    |
| Liga Premier de Sudáfrica    | Kaizer Chiefs | Sudáfrica | 2004-05 |
| Liga Premier de Sudáfrica    | Kaizer Chiefs | Sudáfrica | 2005-06 |
| Copa de Sudáfrica            | Kaizer Chiefs | Sudáfrica | 2006    |
| MTN 8                        | Kaizer Chiefs | Sudáfrica | 2006    |

#### Campeonatos internacionales
| Título          | Club          | País      | Año  |
| --------------- | ------------- | --------- | ---- |
| Recopa Africana | Kaizer Chiefs | Sudáfrica | 2001 |